# Кајак и кану на Летњим олимпијским играма 1948 — К-1 500 метара за жене
Такмичење у класичном кајаку једноседу (К-1) на 500 м  за жене  на Летњим олимпијским играма 1948. у Лондону одржано је 12. августа. Ово је била прва и једина женска дисциплина у кајакашким такмичењим на Олимпијским играма, када је такмичење жена у овом спорту укључено у олимпијски програм.  
На такмичењу је учествовало 10. кајакашица из исто толико земаља.
Четвртопласирана Клара Банфалви-Фрид и Мађарске била је са 17 година и 96 дана, најммлађи учесник такмичења у кајаку и кануу на Летњим олимпијским играма 1948.

## Освајачи медаља
|                    |                                        |                         |
| Карен Хоф · Данска | Алида ван дер Анкер-Дуденс · Холандија | Фрици Швингл · Аустрија |

## Резултати

### Квалификације
Кајакашице су били подељене у две групе по 5, а 4 првопласиране (КВ) из обе групе такмичиле су се истог дана у финалу.
| Пласман | Група | Кајакашица                 | Земља                | Резултат | Белешке |
| ------- | ----- | -------------------------- | -------------------- | -------- | ------- |
| 1.      | 2     | Карен Хоф                  | Данска               | 2:32,2   | КВ      |
| 2.      | 2.    | Алида ван дер Анкер-Дуденс | Холандија            | 2:35,4   | КВ      |
| 3.      | 2     | Фрици Швингл               | Аустрија             | 2:35,5   | КВ      |
| 4.      | 2     | Клара Фрид-Банфалви        | Мађарска             | 2:37,5   | КВ      |
| 5.      | 2     | Ингрид Апелгрен            | Шведска              | 2:38,5   |         |
| 6.      | 1     | Ружена Коштјалова          | Чехословачка         | 2:39,6   | КВ      |
| 7.      | 1     | Силви Сајмо                | Финска               | 2:41,7   | КВ      |
| 8.      | 1     | Ана ван Марк               | Белгија              | 2:44,7   | КВ      |
| 9.      | 1     | Клер Волтрен               | Француска            | 2:45,2   | КВ      |
| 10.     | 1     | Џојс Ричардс               | Уједињено Краљевство | 3:00,1   |         |

### Финале
,
| Пласман | Кајакаш                    | Земља        | Резултат |
| ------- | -------------------------- | ------------ | -------- |
|         | Карен Хоф                  | Данска       | 2:31,9   |
|         | Алида ван дер Анкер-Дуденс | Холандија    | 2:32,8   |
|         | Фрици Швингл               | Аустрија     | 2:32,9   |
| 4.      | Клара Фрид-Банфалви        | Мађарска     | 2:33,8   |
| 5.      | Ружена Коштјалова          | Чехословачка | 2:38,2   |
| 6.      | Силви Сајмо                | Финска       | 2:38,4   |
| 7.      | Ана ван Марк               | Белгија      | 2:43,4   |
| 8.      | Клер Волтрен               | Француска    | 2:44,4   |